# Rumeni pajek
Rumeni pajek (znanstveno ime Cheiracanthium punctorium) je pajek iz družine Miturgidae, ki je razširjen po Evropi in Aziji.

## Opis
Povprečna velikost rumenega pajka je 15 mm, njegov ugriz pa lahko predre kožo človeka. Posledice ugriza pajka so podobne piku ose, pri nekaterih ljudeh pa lahko povzročijo nekoliko močnejšo reakcijo.
Samice v visoki travi zgradijo nekakšna vrečasta gnezda premera okoli 4 cm, ki jih agresivno branijo.